# Parodia mammulosa
Parodia mammulosa (Lem.) N.P.Taylor, es una especie fanerógama perteneciente a la familia de las Cactaceae. 

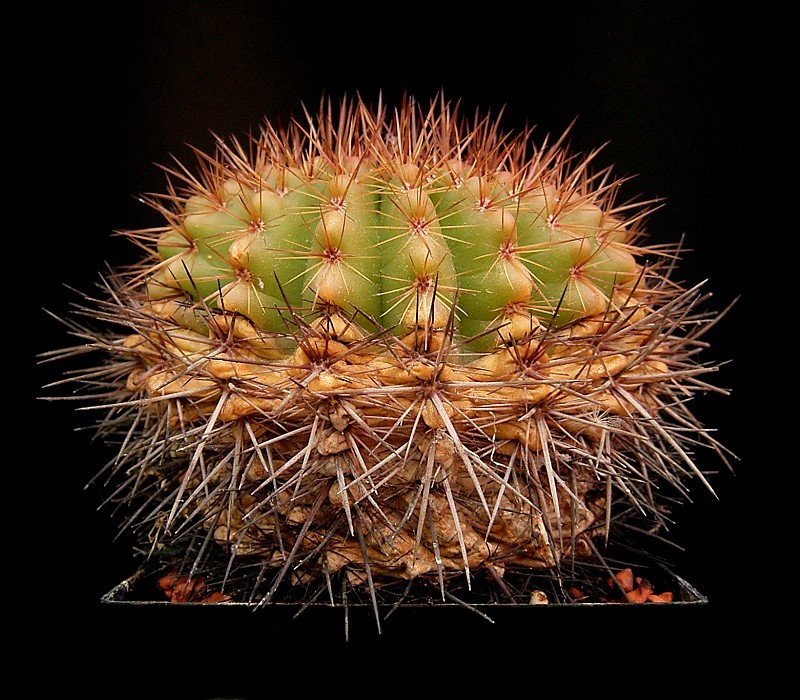
Vista de la planta

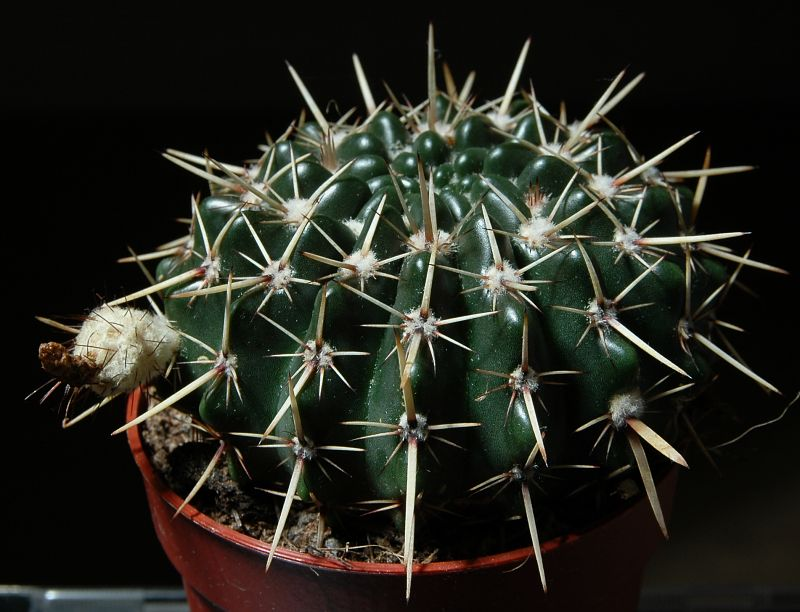
Detalle de las espinas

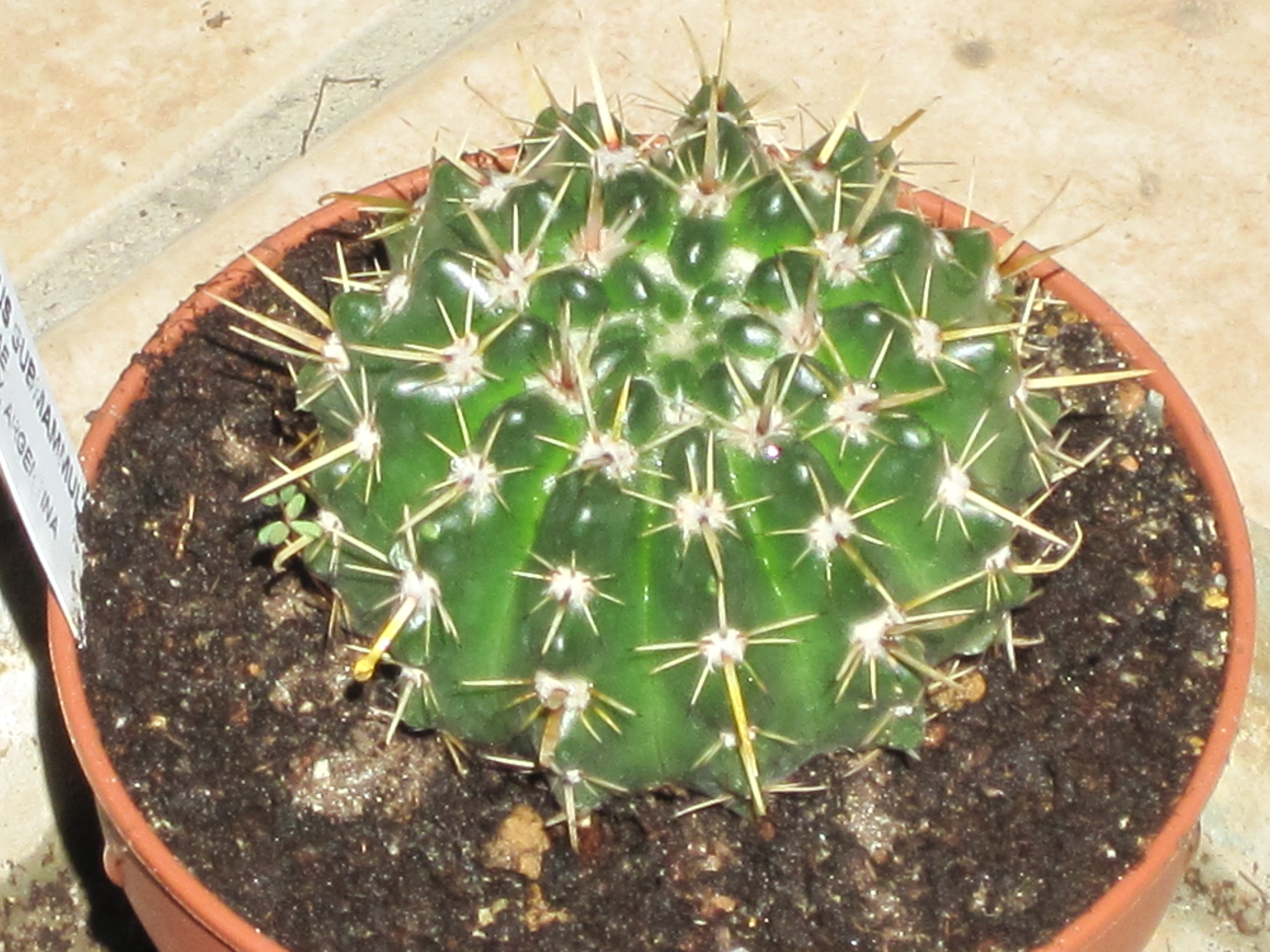
Parodia submammulosa

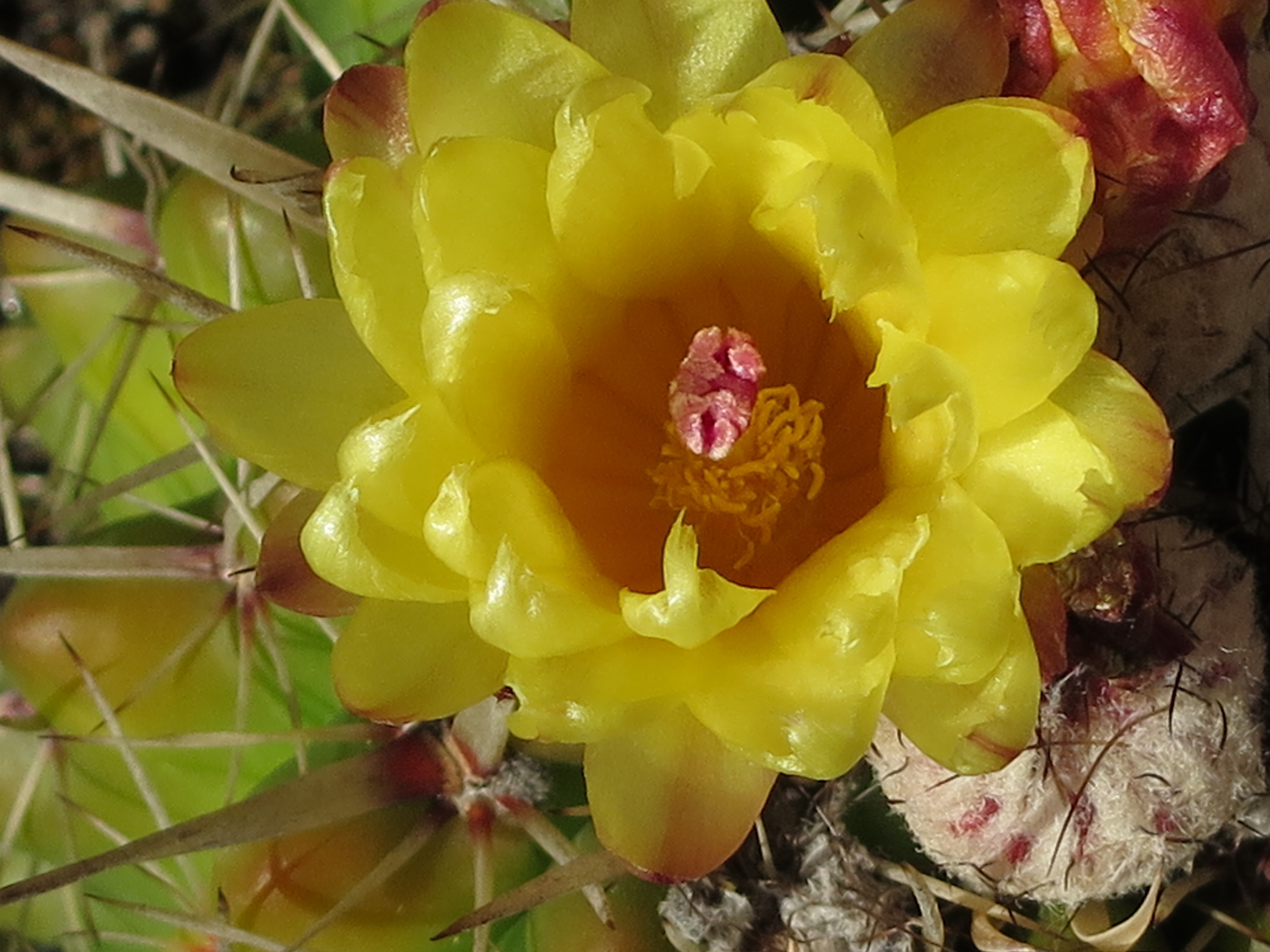
La flor de Parodia submammulosa

## Descripción
Parodia mammulosa crece individualmente. El tallo de color verde brillante a oscuro corto, esférico o cilíndrico alcanzando un tamaño de hasta 8 cm de altura y un diámetro de 5 a 13 cm. A veces, las costillas están casi completamente ocultas por las espinas entrelazadas. Tiene de 13-24 costillas verticales. La areolas se encuentran entre las jorobas con una a cuatro (o más) espinas centrales rectas y fuertes de color blanco a gris o marrón, con una longitud de hasta 2 cm (raramente hasta 4 cm). Una de las espinas centrales es aplanada de vez en cuando. Las espinas centrales no se distinguen fácilmente de los seis a 30 espinas radiales, que son blanquecinas y generalmente aciculares de 0,5 a 1 cm de largo. Las flores de color amarillo dorado, a menudo son brillantes y rosadas alcanzando de 3,5 a 5,5 centímetros.  Los frutos son esféricos y de paredes delgadas y son alargados en forma de tubo en la madurez. Contienen semillas que están finamente tuberculada y poseen un hilo llamativo.

## Distribución
Es endémica de Brasil, Argentina y Uruguay. Es una especie común que se ha extendido por todo el mundo.

## Taxonomía
Parodia mammulosa fue descrita por (Lem.) N.P.Taylor y publicado en Bradleya; Yearbook of the British Cactus and Succulent Society 5: 93. 1987.
Etimología
Parodia: nombre genérico que fue asignado en honor a Lorenzo Raimundo Parodi (1895–1966), botánico argentino.
mammulosa: epíteto latino que significa "puntiagudo".
Subespecies
- Parodia mammulosa subsp. mammulosa
- Parodia mammulosa subsp. brasiliensis (Havlíček) Hofacker
- Parodia mammulosa subsp. erythracantha (H.Schloss. & Brederoo) Hofacker
- Parodia mammulosa subsp. eugeniae (Vliet) Hofacker
- Parodia mammulosa subsp. submammulosa (Lem.) Hofacker

Sinonimia
| - Echinocactus mammulosus - Malacocarpus mammulosus - Notocactus mammulosus - Echinocactus orthacanthus - Malacocarpus orthacanthus - Notocactus orthacanthus - Echinocactus hypocrateriformis - Notocactus hypocrateriformis - Echinocactus submammulosus - Notocactus submammulosus - Parodia submammulosa - Echinocactus pampeanus | - Notocactus pampeanus - Echinocactus floricomus - Notocactus floricomus - Notocactus roseoluteus - Notocactus eugenia - Notocactus mueller-moelleri - Notocactus cristatoides - Notocactus paulus - Notocactus megalanthus - Notocactus erythracanthus - Notocactus macambarensis - Notocactus ritterianus |